# Heizkraftwerk Nossener Brücke
Das Heizkraftwerk Nossener Brücke ist ein 1995 in Betrieb gegangenes Kraftwerk im Dresdner Stadtteil Löbtau-Nord, das ein älteres Heizkraftwerk am gleichen Standort ersetzte.

## Beschreibung

### Erster Neubau (1963–1966)

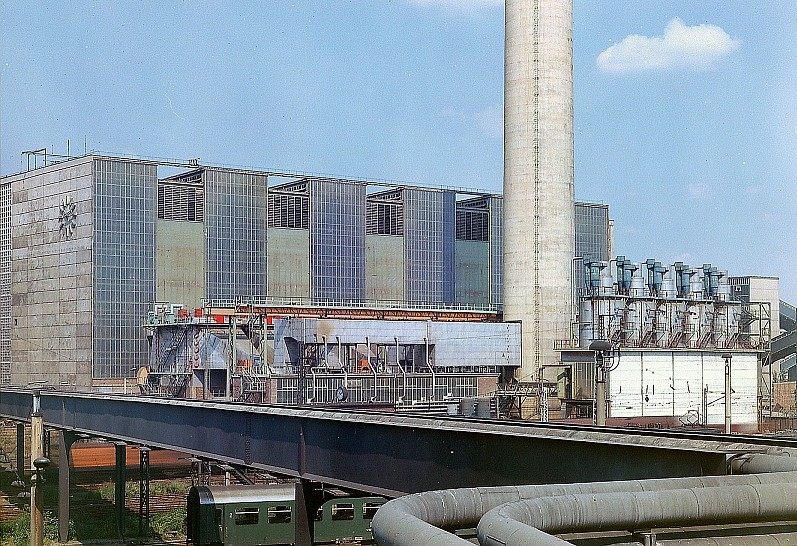
Ansicht des Altkraftwerks von der Nossener Brücke, 1981

Als einer von „zwei für die Stadt Dresden bedeutsame[n] Großbauten“ wurde ein neues Braunkohle-Heizkraftwerk neben der neu erbauten Nossener Brücke, die später den Namen „Brücke der Jugend“ erhielt, errichtet. Es war das größte Heizkraftwerk der DDR. Die Planungen fanden zwischen 1960 und 1963 statt, errichtet wurde es von 1963 bis 1966. Den technischen Entwurf leistete die Brigade Gerhard Liebers, das Grundprojekt wurde von dem Architekten Christian Wiesenhütter gemeinsam mit den Ingenieuren Eberhard Renner, Günter Schmidt und Heinz Hahmann ausgearbeitet, die Erstellung des Ausführungsprojektes leitete Heinz Stoll. Die Baukosten beliefen sich auf 35 Mio. Mark der DDR. 
Errichtet wurde ein dominierender Kompaktbau von 126 m Frontlänge und 40 m Höhe. Das Haupttragwerk war monolithisch, der darüber befindliche Geschossbau war ein Stahlbetonskelettbau. Ein vorgelagerter Baukörper mit Schaltwarte befand sich am westlichen Brückenkopf. Die Maschinenhausfassade erhielt Betonfertigteillamellen als Sprossen für eine kittlose Verglasung. Auf das Maschinenhaus wurde ein Personalbau aufgesetzt, dessen Fassade mit Betonbrüstungsplatten gestaltet worden war. Markant war die an der Südseite befindliche Uhr.
Die architektonische Anordnung eines fünfstöckigen Industrie-Unterbaus mit dreistöckigem Personal-Oberbau wurde seinerzeit als „international interessante architektonische Lösung für einen Kraftwerksblock“ gesehen. Das Gebäude wurde bei einem Architekturwettbewerb 1966 als Beispiel für eine gelungene Industriearchitektur mit einem zweiten Preis gewürdigt: Vor allem „seine markante Gestaltung und interessante funktionelle Lösung“ wurde hervorgehoben.
1,2 Millionen Tonnen Braunkohle wurden jährlich verfeuert. Dabei war der Wirkungsgrad nur 40 Prozent.
Heute steht etwas westlich von seinem Platz ein Gasturbinen-Heizkraftwerk, dessen Planungen um 1992 begannen. 1997 wurde das Heizkraftwerk, das nicht weiter genutzt werden konnte, nach Inbetriebnahme des neuen Werkes außer Betrieb genommen und abgebrochen. Der Kühlturm des alten Kraftwerks blieb erhalten und wird heute vom neuen Kraftwerk genutzt.

### Zweiter Neubau (1995)
Der Neubau wurde 1993–1995 von der Siemens AG mit einer elektrischen Leistung von 270 Megawatt und einer Fernwärmeleistung von 455 Megawatt errichtet und wird seitdem von der DREWAG betrieben. Wie schon bei dem vorherigen Bau kamen die Bauentwürfe vom Architekturbüro um Christian Wiesenhütter. Die Gestaltung der Fassade entwickelte Friedrich-Ernst von Garnier.

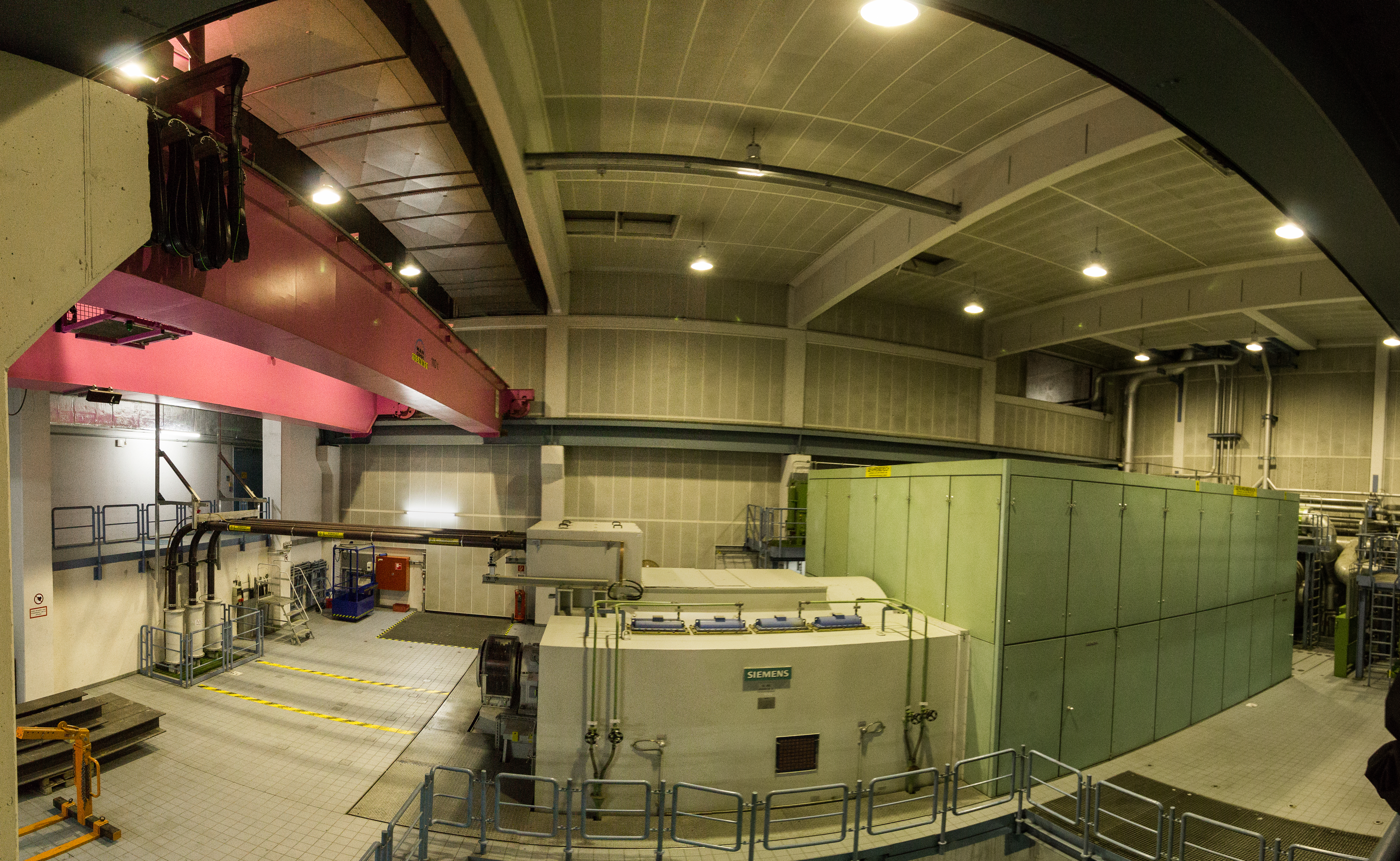
Blick in den Turbinenraum

Zur Stromerzeugung werden drei Gasturbinen benutzt, mit deren Abwärme Dampf für eine weitere Dampfturbine erhitzt wird. Es kommen somit vier baugleiche Generatoren zum Einsatz. Der Wirkungsgrad beträgt 85 Prozent. Als Brennstoffe dienen Erdgas und leichtes Heizöl. Zusammen mit dem dazugehörigen Kühlturm ist die Anlage mit ihren drei Schornsteinen deutlich im Dresdner Stadtbild wahrnehmbar. „Wegen seiner ansprechenden Fassadengestaltung [gilt es als] ein positives Beispiel für modernen Industriebau“.
Der Netzanschluss erfolgt auf der 110-kV-Hochspannungsebene in das Netz des Verteilnetzbetreibers Drewag Netz.
Während des Elbhochwassers im August 2002 musste das Kraftwerk aufgrund von Überflutungen durch die Weißeritz den Betrieb vorübergehend einstellen.
Im August 2019 haben die DREWAG Stadtwerke Dresden einen Elektrodenkessel mit einer Leistung von 40 Megawatt in Betrieb genommen. Laut DREWAG ist sie (2019) die größte Anlage ihrer Art in Deutschland. Der Kessel soll mit überschüssigem Strom aus regenerativen Quellen betrieben werden (Power-to-Heat). Für den neuen Elektrodenkessel hat die Drewag ein eigenes Gebäude am Kraftwerksstandort errichtet. Dort fließt der Ökostrom über große Elektroden durch das Wasser und erhitzt dieses auf 130 Grad Celsius. Über einen Pufferspeicher wird die Wärme anschließend in das Fernwärmesystem abgegeben, das Dresdner Haushalte und Betriebe versorgt.

## Treibhausgasemissionen

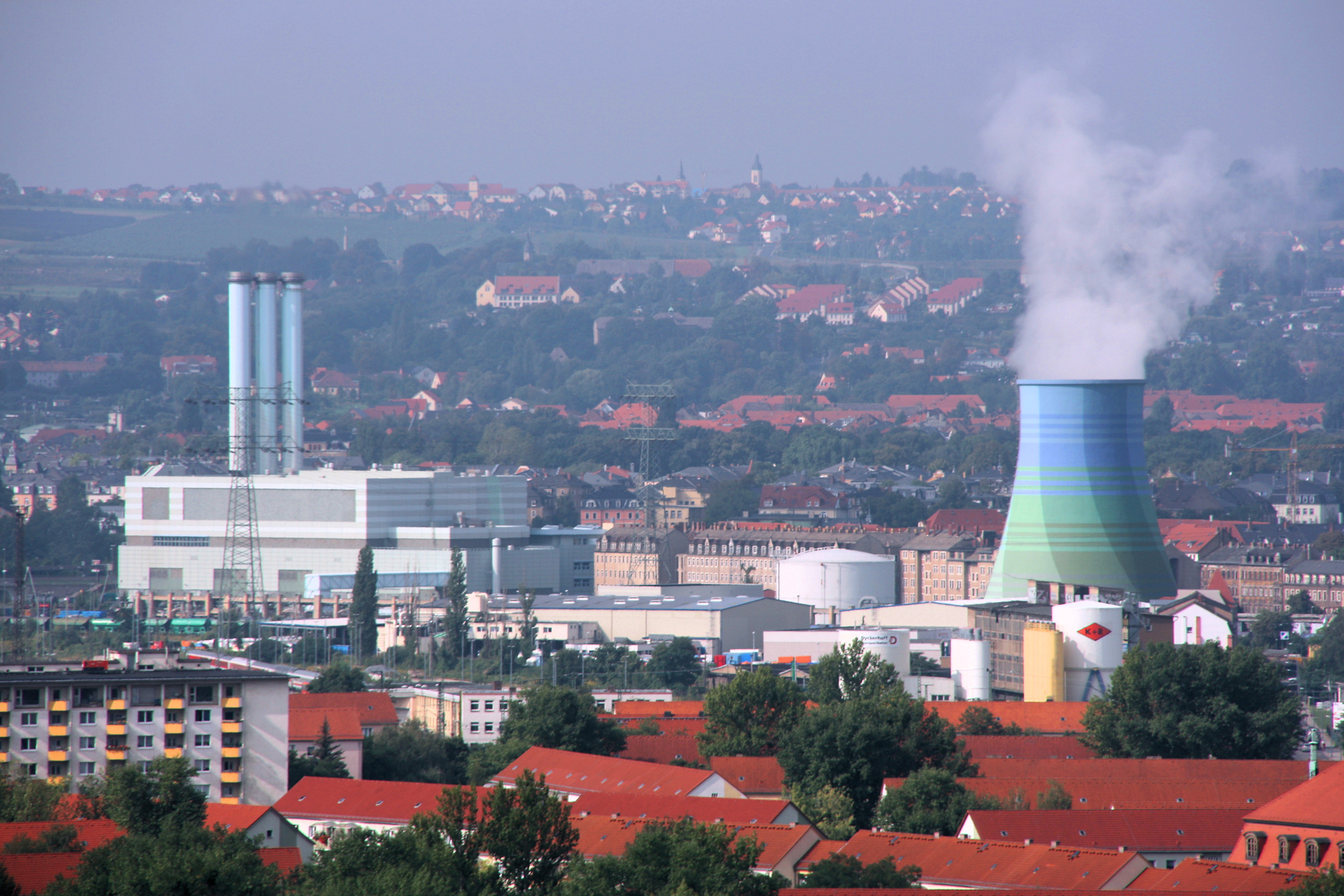
Blick aus Dresden

In den Jahren 2005 bis 2007 hat das Heizkraftwerk jährlich zwischen 697 und 796 kt CO2 emittiert. Für die Jahre 2008 bis 2012 hat das Kraftwerk jeweils 880.150 Emissionsberechtigungen, für den Gesamtzeitraum also knapp über 4,4 Millionen Emissionsberechtigungen, zugeteilt bekommen. Stößt das Kraftwerk in diesem Zeitraum also insgesamt mehr als 4,4 Millionen Tonnen CO2 aus, so muss der Betreiber Emissionsberechtigungen im EU-Emissionshandel zukaufen.